# Rachel Brosnahanová
Rachel Brosnahanová (Rachel Elizabeth Brosnahan, * 12. července 1990, Milwaukee, Wisconsin, Spojené státy americké) je americká a britská herečka. Proslavila se rolí Miriam „Midge“ Maisel v komediálním seriálu Úžasná paní Maiselová, ve kterém hraje od roku 2017 hlavní roli. Za výkon v seriálu získala cenu Emmy a dva Zlaté glóbusy. Mimo ti si také zahrála vedlejší roli v netflixovém thrillerovém seriálu Dům z karet (2013–2015), za výkon získala nominaci na cenu Emmy a také si zahrála hlavní roli v seriálu stanice WGN Manhattan (2014–2015).
Na filmovém plátně se poprvé objevila ve filmu Nenarození (2009), následně si zahrála ve filmech Nádherné bytosti (2013), Hlasitější než bomby (2015), Do posledního dechu (2016) a Den patriotů (2016).

## Filmografie

### Film
| Rok  | Název                                                   | Role                 | Poznámky            |
| ---- | ------------------------------------------------------- | -------------------- | ------------------- |
| 2009 | Nenarození                                              | Lisa                 |                     |
| 2009 | The Truth About Average Guys                            | Molly                |                     |
| 2011 | Coming Up Roses                                         | Alice                |                     |
| 2012 | Nor'easter                                              | Abby Green           |                     |
| 2012 | Adrift                                                  | Alex                 | krátkometrážní film |
| 2013 | Nádherné bytosti                                        | Genevieve Duchannes  |                     |
| 2013 | Care                                                    | Drea                 | krátkometrážní film |
| 2013 | A New York Heartbeat                                    | Tamara               |                     |
| 2013 | Munchausen                                              | Girl                 | krátkometrážní film |
| 2014 | Basically                                               | Shandy               | krátkometrážní film |
| 2014 | I'm Obsessed with You: But You've Got to Leave Me Alone | Nell Fitzpatrick     |                     |
| 2014 | The Smut Locker                                         | Jamie White          | krátkometrážní film |
| 2015 | James White                                             | Ellen                |                     |
| 2015 | Hlasitější než bomby                                    | Erin                 |                     |
| 2016 | Do posledního dechu                                     | Bea Hansen           |                     |
| 2016 | The Fixer                                               | Sandra               |                     |
| 2016 | Den patriotů                                            | Jessica Kensky       |                     |
| 2017 | Boomtown                                                | Jamie                |                     |
| 2018 | Fifteen Years Later                                     | Amy                  | krátkometrážní film |
| 2018 | Change in the Air                                       | Wren                 |                     |
| 2019 | Špióni v převleku                                       | Wendy Beckett (hlas) |                     |
| 2020 | Stín špiońů                                             | Emily Donovan        |                     |
| 2020 | Jsem tvá žena                                           | Jean                 |                     |
| 2022 | Lovci hlav                                              | Rachel Kidd          |                     |
| 2025 | Superman                                                | Lois Lane            |                     |

### Televize
| Rok       | Název                 | Role                               | Poznámky                              |
| --------- | --------------------- | ---------------------------------- | ------------------------------------- |
| 2010      | Nemocnice Mercy       | Samantha                           | díl: We're All Adults                 |
| 2010      | Super drbna           | Dívka                              | díl: Svět patří otcům                 |
| 2010      | Dobrá manželka        | Caitlin Fenton                     | díl: Jedovatá pilulka                 |
| 2010      | V odborné péči        | Dívka s poruchou přijímání potravy | díl: Jesse – týden 6                  |
| 2011      | Kriminálka Miami      | Melanie Garland                    | díl: Protiopatření                    |
| 2013–2015 | Dům z karet           | Rachel Posner                      | vedlejší role, 19 dílů                |
| 2013      | Chirurgové            | Brian Weston                       | díl: Nevyhnutelná změna               |
| 2013      | Holky za mřížemi      | Malá Allie                         | díl: Bora Bora Bora                   |
| 2014      | Olive Kitteridgeová   | Patty Howe                         | díl: Incoming Tide                    |
| 2014      | Černá listina         | Jolene Parker / Lucy Brooks        | 6 dílů                                |
| 2014      | Black Box             | Delilah Buchanan                   | 5 dílů                                |
| 2014–2015 | Manhattan             | Abby Isaacs                        | hlavní role, 23 dílů                  |
| 2015      | The Dovekeepers       | Yael                               | 2 díly                                |
| 2016      | Crisis in Six Scenes  | Ellie                              | 4 díly                                |
| 2017–2023 | Úžasná paní Maiselová | Miriam „Midge“ Maisel              | hlavní role, 26 dílů                  |
| 2019      | Saturday Night Live   | Samu sebe/moderátorka              | díl: Rachel Brosnahan/Greta Van Fleet |
| 2019–2020 | Elena z Avaloru       | Princezna Chloe (hlas)             | 2 díly                                |
| 2020      | 50 States of Fright   | Heather                            | 3 díly                                |